# Alexander Salák
Alexander Salák (5 de enero de 1987) es un portero checo de hockey sobre hielo. Actualmente juega en el SKA de San Petersburgo en la Kontinental Hockey League (KHL).

## Carrera
Salák comenzó su carrera jugando en la SM-liiga con el TPS Turku. Jugó allí durante 2 temporadas y fue firmado por los Panthers de Florida de la NHL el 29 de mayo de 2009. Jugó dos partidos con los Panthers y fue enviado a su filial de la AHL, los estadounidenses de Rochester. Salák fue prestado al Färjestads BK de la Liga Elite Sueca (SEL) para jugar en la temporada 2010-11.
El 9 de febrero de 2011, los Panteras cambiaron a Salák junto con Michael Frolík a los Chicago Blackhawks por Jack Skille, Hugh Jessiman y David Pacan. Los Blackhawks le firmaron un contrato de dos años el 31 de mayo de 2011. Los Blackhawks lo liberaron de su contrato el 18 de junio de 2012.